# Poliosia cubitifera
Poliosia cubitifera är en fjärilsart som beskrevs av George Francis Hampson 1894. Poliosia cubitifera ingår i släktet Poliosia och familjen björnspinnare. Inga underarter finns listade i Catalogue of Life.